# Мауро Ікарді
Мауро Емануель Ікарді Ріверо (ісп. Mauro Emanuel Icardi Rivero, нар. 19 лютого 1993, Росаріо) — аргентинський футболіст, нападник турецького «Галатасараю» та національної збірної Аргентини.

## Клубна кар'єра
Народився 19 лютого 1993 року в місті Росаріо. Вихованець юнацьких команд футбольних клубів «Весіндаріо», «Барселона» та «Сампдорія».
У дорослому футболі дебютував 2011 року виступами за команду клубу «Сампдорія», у якій провів два сезони, взявши участь у 33 матчах чемпіонату. У складі «Сампдорії» був одним з головних бомбардирів команди, відзначаючись голом у кожній третій грі першості.
До складу клубу «Інтернаціонале» приєднався 2013 року. У дебютному сезоні в новій команді відіграв за «нерадзуррі» 22 матчі в національному чемпіонаті, у яких забив 9 голів. А вже у своєму другому сезоні в Мілані став найкращим бомбардиром італійської Серії А, відзначившись 22 забитими м'ячами у 36 матчах. Повторив це досягнення в сезоні 2017/18 із 29 забитими м'ячами. За шість сезонів у футболці «Інтернаціонале» провів за клуб 219 матчів у різних турнірах, в яких забив 124 м'ячі.
2 вересня 2019 перейшов на правах оренди на один сезон до «Парі Сен-Жермен». 31 травня 2020 року французький клуб оголосив про повноцінний перехід нападника, підписавши з ним 4-річний контракт, який обійшовся парижанам у 50 мільйонів євро. За три роки кар'єри в паризькому гранді здобув сім командних трофеїв. Що цікаво, до переходу в ПСЖ у нього не було жодного виграного Кубка чи чемпіонського титулу. 
Влітку 2022 року був орендований турецьким клубом «Галатасарай». У дебютному сезоні став справжньою зіркою турецької Суперліги і стамбульського гранду зокрема. Усього на свій рахунок нападник записав 22 м'ячі у 24 матчах чемпіонату та став третім бомбардиром Суперліги у сезоні 2022/23. У липні 2023 року підписав повноцінний контракт із «Галатасараєм» до 2026 року. Сума трансферу склала близько 10 млн євро.

## Виступи за збірні
Протягом 2012–2013 років його залучали до складу молодіжної збірної Аргентини. На молодіжному рівні зіграв у 5 офіційних матчах, забив 3 голи.
16 жовтня 2013 року дебютував в офіційних матчах у складі національної збірної Аргентини у грі відбору до ЧС-2014 проти Уругваю. Єдиний м'яч у футболці аргентинської збірної забив 21 листопада 2018 року у товариській грі проти збірної Мексики.
| Дата       | Місто         | Господарі | Результат | Гості     | Турнір            | Голи | Примітки |
| ---------- | ------------- | --------- | --------- | --------- | ----------------- | ---- | -------- |
| 16-10-2013 | Монтевідео    | Уругвай   | 3 – 2     | Аргентина | Відбір до ЧС 2014 | -    | 82'      |
| 31-8-2017  | Монтевідео    | Уругвай   | 0 – 0     | Аргентина | Відбір до ЧС 2018 | -    |          |
| 5-9-2017   | Буенос-Айрес  | Аргентина | 1 – 1     | Венесуела | Відбір до ЧС 2018 | -    | 75'      |
| 10-10-2017 | Кіто          | Еквадор   | 1 – 3     | Аргентина | Відбір до ЧС 2018 | -    | 76'      |
| 12-9-2018  | Іст-Ратерфорд | Колумбія  | 0 – 0     | Аргентина | товариський матч  | -    | 85'      |
| 16-10-2018 | Джидда        | Аргентина | 0 – 1     | Бразилія  | товариський матч  | -    | 88'      |
| 16-11-2018 | Кордова       | Аргентина | 2 – 0     | Мексика   | товариський матч  | -    | 57'      |
| 21-11-2018 | Мендоса       | Аргентина | 2 – 0     | Мексика   | товариський матч  | 1    | 81'      |
| Усього     |               | Матчів    | 8         |           | Голів             | 1    |          |

## Титули і досягнення
- Чемпіон Франції: 2019-20, 2021-22
- Володар Кубка Франції: 2019-20, 2020-21
- Володар Кубка французької ліги: 2019-20
- Володар Суперкубка Франції: 2020, 2022
- Чемпіон Туреччини: 2022-23, 2023-24, 2024-25
- Володар Суперкубка Туреччини: 2023
- Володар Кубка Туреччини: 2024-25
- Найкращий бомбардир Серії A: 2014/15, 2017/18
- Футболіст року в Італії: 2018